# سوق العطارين (القدس)
سوق العطارين أحد أقدم الأسواق الواقعة داخل أسوار البلدة القديمة لمدينة القدس. يربط بين سوق باب خان الزيت وسوق الحصر، بموازاة سوق اللحامين. يتميز بسقف مقوس يعود إلى الفترة المملوكية يغطي السوق كله. وقد اشتق السوق اسمه من المحلات التجارية العديدة التي تبيع البهارات والأعشاب الطبية المصنوعة من مواد وألوان طبيعية.

وهي السّوق الوسطى من السّوق الثّلاثية (تقع بين "سوق اللّحامين" و"سوق الخواجات")؛ تربط بين "سوق باب خان الزيت" و"سوق الحصر"، بموازاة "سوق اللّحامين". تتميّز بسقف مقوّس يعود إلى الفترة المملوكيّة يغطّي السّوق كلها، وأقبيتها متقاطعة تتوسّطها فتحات للتهوية والإضاءة، وقد اشتقّت السّوق اسمها من المحلّات التّجارية العديدة الّتي تبيع البهارات والأعشاب الطّبية المصنوعة من مواد وألوان طبيعيّة.
ولم يستطع الاحتلال الاستيلاء على سوق العطّارين حتى الآن؛ رغم كل الاغراءات الماديّة الّتي يعرضها الاحتلال على التّجار لترك محلّاتهم وبيعها. ويواجه حاليًّا تجار هذه السّوق مخطّطًا احتلاليًّا جديدًا، وهو مسار سياحيّ يهدف إلى بناء متنزّهات وخمارات ومطاعم في "سوق العطارين" وأسواق أخرى؛ ما يهدّد بالسيطرة على أكثر من 77 محلًا تجاريًّا. كما يعاني أصحاب المحلّات التّجارية في هذه السّوق من المداهمات الضّريبيّة الّتي تقوم بها بلديّة الاحتلال من وقت لآخر.